# Круглик (Гадяцький район)
Кру́глик — село в Україні, у Гадяцькій міській громаді Миргородського району Полтавської області. Колишній орган місцевого самоврядування— Харковецька сільська рада.  Станом на 1 січня 2008 року в селі нараховувся 51 двір, проживало 136 осіб.

## Географія
Розташоване за 25 км від центру громади, за 25 км від залізничної станції Гадяч та за 183 км від Полтави. За 4 км від лівого берега річки Хорол. Примикає до села Кияшківське, за 0.5 км - вело Бутовичеське.
По селу тече струмок, що пересихає із заґатою.

## Назва
На території України 9 населених пункти із назвою Круглик.

## Історія
- 1680 — дата заснування.
- Село постраждало внаслідок геноциду українського народу, проведеного окупаційним урядом СССР 1923-1933 та 1946-1947 роках.

## Соціальна сфера
У селі працюють початкова школа, фельдшерсько-акушерський пункт, клуб.